# Neuraeschna claviforcipata
Espèce
Neuroaeschna claviforcipata est une espèce de libellules de la famille des Aeshnidae (sous-ordre des Anisoptères, ordre des Odonates).